# Лунвож (приток Нюмылги)
Лунвож — река в России, протекает по Троицко-Печорскому району Республики Коми. Устье реки находится в 32 км от устья Нюмылги по правому берегу. Длина реки составляет 26 км.
Исток реки в болотах в 35 км к юго-западу от Троицко-Печорска. Река течёт на северо-восток, всё течение проходит по ненаселённому заболоченному таёжному лесу.

## Данные водного реестра
По данным государственного водного реестра России относится к Двинско-Печорскому бассейновому округу, водохозяйственный участок реки — Печора от истока до водомерного поста у посёлка Шердино, речной подбассейн реки — Бассейны притоков Печоры до впадения Усы. Речной бассейн реки — Печора.
Код объекта в государственном водном реестре — 03050100112103000060085.